# کارمن دو ساتوی
کارمن دو ساتوی (انگلیسی: Carmen du Sautoy؛ زادهٔ ۲۶ فوریهٔ ۱۹۵۰) یک هنرپیشه اهل بریتانیا است.
وی بازیگر فیلم‌هایی همچون پوآرو (فصل اول) و پاپاراتزی و مردی با طپانچه طلایی بوده است.